# Cast of Thousands (Elbow-Album)
Cast of Thousands (dt. Ruf von Tausenden) ist ein Musikalbum der englischen Rockband Elbow.

## Musikstil
Elbow nutzen auf diesem Album neben den klassischen Instrumenten von Rockgruppen auch eher ungewöhnliche Elemente wie einen Gospelchor (in „Ribcage“), singende Massen (in „Grace under Pressure“) und einen bellenden Hund. Viele Lieder werden als bombastisch beschrieben.

## Entstehungsgeschichte
Das Album verdankt seinen Namen einem Ereignis auf dem Glastonbury Festival 2002, auf dem Elbow auftraten. Bei einem Auftritt sang das Publikum zu Tausenden die Textzeile “We still believe in love, so fuck you” (deutsch: „Wir glauben immer noch an Liebe, also verpisst Euch“) aus dem Lied Grace Under Pressure. Dieses Ereignis war für Elbow so prägend, dass sie im Internet sogar möglichst viele der damaligen Sänger gesammelt haben, um sie im Booklet des Albums zu erwähnen. Tatsächlich finden sich als Hintergrund des Textes im Booklet mehrere Hundert Namen aufgelistet.
Die Aufnahmen für das Album dauerten 9 Monate.
Auf dem Cover des Albums finden sich zwei Figuren names „Elle“ und „Bo“, die sich zusammen wie der Gruppenname sprechen.

## Titelliste
1. Ribcage – 6:27
2. Fallen Angel – 4:07
3. Fugitive Motel – 5:51
4. Snooks (Progress Report) – 4:00
5. Switching Off – 5:05
6. Not a Job – 4:23
7. I’ve Got Your Number – 4:48
8. Buttons and Zips – 3:57
9. Crawling with Idiot – 4:41
10. Grace Under Pressure – 4:57
11. Flying Dream – 1:48

## Veröffentlichungen und Charterfolge
Das Album ist das erste der Band, das die Top Ten in Großbritannien erreichte. In anderen Ländern wurden keine Chartplatzierungen erreicht.

## Rezeption
Die Kritiken für dieses Album sind sehr unterschiedlich. Sie reichen von Verriss über moderate Zustimmung bis hin zur Einstufung als Klassiker.